# Edelweiss Air
Edelweiss Air AG es una aerolínea internacional de Suiza que presta servicios principalmente hacia destinos exóticos para los habitantes de dicho país, como Europa mediterránea, el Caribe y algunos países africanos, entre otros.
La base principal de la aerolínea se encuentra en el aeropuerto Internacional de Zúrich. El nombre de la compañía deriva de la flor nacional suiza, la Edelweiss. El lema de Edelweiss es Volando a la manera suiza, que quiere dar a entender su confiabilidad, su puntualidad y su cordialidad.
Edelweiss Air AG es una compañía de acciones limitadas que no cotiza en bolsa. Tiene un volumen de ventas de unos 170 000 000 de francos suizos al año. El hub de la empresa se encuentra en el Aeropuerto Internacional de Zúrich. El capital compartido de la empresa asciende a unos 3 500 000 CHF. El 100 % de la compañía es propiedad Lufthansa. 

## Historia

### Primeros años
La aerolínea fue fundada el 19 de octubre de 1995 en Bassersdorf, Suiza, con un solo avión, un McDonnell Douglas MD-83. El nombre de la compañía deriva de la flor nacional suiza no oficial, la Edelweiss, que también está pintada en sus aviones.
La flota se amplió y renovó posteriormente. En 1998, se introdujeron nuevos Airbus A320-200 para reemplazar a los MD-83, y en 1999 se iniciaron los vuelos de larga distancia utilizando el Airbus A330-200.
Durante siete años consecutivos entre 2001 y 2008, Edelweiss Air recibió el premio dorado Travelstar por sus logros.
Hasta noviembre de 2008, Edelweiss Air era propiedad absoluta de Kuoni Travel y tenía 190 empleados, cuando los derechos operativos se vendieron a Swiss International Air Lines, a cambio de derechos de venta de capacidades hoteleras a través de la red de ventas suiza. Después de que Swiss International Air Lines fuera adquirida por el grupo alemán Lufthansa en 2005, Edelweiss Air también se convirtió en una subsidiaria del grupo de aerolíneas más grande de Europa al mismo tiempo que fue adquirida por Swiss.

### Desarrollo desde 2010
En marzo de 2011, Edelweiss Air agregó el Airbus A330-300 a su flota, con un pedido realizado el 5 de abril de 2010. En julio de 2015, se anunció que Edelweiss recibiría cuatro Airbus A340-300 entre 2017 y 2018 operados anteriormente por su matriz Swiss International Air Lines. Los aviones se utilizaron para expandir la red de rutas.
En noviembre de 2015, Edelweiss introdujo una librea revisada en uno de sus Airbus A320-200 que posteriormente se aplicó al resto de la flota de la aerolínea. En diciembre de 2016, Edelweiss Air eliminó su único Airbus A330-200, que fue transferido a Brussels Airlines y reemplazado por Airbus A340-300 heredados de la matriz Swiss. En 2021, Lufthansa trasladó los dos Airbus A330-300 de Edelweiss Air a Discover Airlines.
El 6 de enero de 2025, Edelweiss Air anunció a través de un comunicado de prensa que la aerolínea suspendería los vuelos a La Habana (Cuba) debido a la disminución de la demanda de pasajeros y las condiciones actuales inesperadas en el Aeropuerto Internacional José Martí. El último vuelo de Zúrich a La Habana y de regreso a la ciudad suiza será el 27 de febrero de 2025.

## Destinos
Hasta la fecha, estos son los destinos que salen desde el Aeropuerto Internacional de Zúrich como centro de operaciones.
| Países               | Destinos                      | Aeropuertos                                             | Notas                                         |
| África               | África                        | África                                                  | África                                        |
| -------------------- | ----------------------------- | ------------------------------------------------------- | --------------------------------------------- |
| Cabo Verde           | Boa Vista                     | Aeropuerto Internacional Aristides Pereira              | Estacional                                    |
| Cabo Verde           | Sal                           | Aeropuerto Internacional Amílcar Cabral                 | Estacional                                    |
| Egipto               | Guiza                         | Aeropuerto Internacional Esfinge                        |                                               |
| Egipto               | Hurgada                       | Aeropuerto Internacional de Hurghada                    |                                               |
| Egipto               | Luxor                         | Aeropuerto Internacional de Luxor                       | Estacional                                    |
| Egipto               | Marsa Alam                    | Aeropuerto Internacional de Marsa Alam                  |                                               |
| Egipto               | Sharm el-Sheij                | Aeropuerto Internacional de Sharm el-Sheij              |                                               |
| Mauricio             | Port Louis                    | Aeropuerto Internacional Sir Seewoosagur Ramgoolam      |                                               |
| Marruecos            | Agadir                        | Aeropuerto de Agadir-Al Massira                         | Estacional                                    |
| Marruecos            | Marrakech                     | Aeropuerto de Marrakech-Menara                          | Estacional                                    |
| Seychelles           | Mahé                          | Aeropuerto Internacional de Seychelles                  | Estacional                                    |
| Sudáfrica            | Ciudad del Cabo               | Aeropuerto Internacional de Ciudad del Cabo             | Estacional                                    |
| Tanzania             | Kilimanjaro                   | Aeropuerto Internacional del Kilimanjaro                |                                               |
| Tanzania             | Zanzíbar                      | Aeropuerto Internacional de Zanzíbar                    |                                               |
| Túnez                | Túnez                         | Aeropuerto Internacional de Túnez-Cartago               | Estacional. Inicia el 18 de diciembre de 2025 |
| Túnez                | Yerba                         | Aeropuerto Internacional de Yerba-Zarzis                | Estacional                                    |
| Asia                 |                               |                                                         |                                               |
| Jordania             | Amán                          | Aeropuerto Internacional Reina Alia                     |                                               |
| Jordania             | Aqaba                         | Aeropuerto Internacional Rey Husein                     |                                               |
| Maldivas             | Malé                          | Aeropuerto Internacional de Malé                        | Estacional                                    |
| Omán                 | Mascate                       | Aeropuerto Internacional de Mascate                     | Estacional                                    |
| Omán                 | Salalah                       | Aeropuerto de Salalah                                   | Estacional                                    |
| Sri Lanka            | Colombo                       | Aeropuerto Internacional Bandaranaike                   | Estacional                                    |
| Tailandia            | Phuket                        | Aeropuerto Internacional de Phuket                      | Estacional                                    |
| Turquía              | Antalya                       | Aeropuerto de Antalya                                   |                                               |
| Turquía              | Bodrum                        | Aeropuerto de Milas-Bodrum                              |                                               |
| Turquía              | Estambul                      | Aeropuerto de Estambul                                  | Planes de inicio                              |
| Turquía              | Dalamán                       | Aeropuerto de Dalaman                                   |                                               |
| América              |                               |                                                         |                                               |
| Brasil               | Campinas                      | Aeropuerto Internacional de Viracopos                   | Planes de inicio                              |
| Canadá               | Calgary                       | Aeropuerto Internacional de Calgary                     | Estacional                                    |
| Canadá               | Halifax                       | Aeropuerto Internacional de Halifax-Stanfield           | Estacional. Inicia el 3 de julio de 2025      |
| Canadá               | Vancouver                     | Aeropuerto Internacional de Vancouver                   | Estacional                                    |
| Colombia             | Bogotá                        | Aeropuerto Internacional El Dorado                      | Estacional                                    |
| Colombia             | Cartagena de Indias (vía BOG) | Aeropuerto Internacional Rafael Núñez                   | Estacional                                    |
| Costa Rica           | Liberia                       | Aeropuerto de Guanacaste                                |                                               |
| Costa Rica           | San José                      | Aeropuerto Internacional Juan Santamaría                |                                               |
| Estados Unidos       | Denver                        | Aeropuerto Internacional de Denver                      | Estacional                                    |
| Estados Unidos       | Fort Lauderdale               | Aeropuerto Internacional de Fort Lauderdale-Hollywood   | Planes de inicio                              |
| Estados Unidos       | Las Vegas                     | Aeropuerto Internacional Harry Reid                     | Estacional                                    |
| Estados Unidos       | Orlando                       | Aeropuerto Internacional de Orlando                     |                                               |
| Estados Unidos       | Seattle                       | Aeropuerto Internacional de Seattle-Tacoma              | Inicia el 2 de junio de 2025                  |
| Estados Unidos       | Tampa                         | Aeropuerto Internacional de Tampa                       | Estacional                                    |
| Jamaica              | Montego Bay                   | Aeropuerto Internacional Sir Donald Sangster            | Estacional                                    |
| México               | Cancún                        | Aeropuerto Internacional de Cancún                      |                                               |
| México               | Ciudad de México              | Aeropuerto Internacional Felipe Ángeles                 | Planes de inicio                              |
| Honduras             | Tegucigalpa                   | Aeropuerto Internacional de Palmerola                   | Planes de inicio                              |
| Nicaragua            | Managua                       | Aeropuerto Internacional Augusto C. Sandino             | Planes de inicio                              |
| Panamá               | Ciudad de Panamá              | Aeropuerto Internacional de Tocumen                     | Planes de inicio                              |
| Paraguay             | Asunción                      | Aeropuerto Internacional Silvio Pettirossi              | Planes de inicio                              |
| Perú                 | Lima                          | Aeropuerto Internacional Jorge Chávez                   | Planes de inicio                              |
| República Dominicana | Puerto Plata                  | Aeropuerto Internacional Gregorio Luperón               | Estacional                                    |
| República Dominicana | Punta Cana                    | Aeropuerto Internacional de Punta Cana                  |                                               |
| Europa               |                               |                                                         |                                               |
| Bulgaria             | Varna                         | Aeropuerto de Varna                                     | Estacional                                    |
| Croacia              | Pula                          | Aeropuerto de Pula                                      | Estacional                                    |
| Croacia              | Split                         | Aeropuerto de Split                                     | Estacional                                    |
| Croacia              | Zadar                         | Aeropuerto de Zadar                                     | Estacional. Inicia el 28 de junio de 2025     |
| Chipre               | Lárnaca                       | Aeropuerto Internacional de Lárnaca                     |                                               |
| España               | Fuerteventura                 | Aeropuerto de Fuerteventura                             |                                               |
| España               | Gran Canaria                  | Aeropuerto de Gran Canaria                              |                                               |
| España               | Ibiza                         | Aeropuerto de Ibiza                                     | Estacional                                    |
| España               | Jerez de la Frontera          | Aeropuerto de Jerez                                     | Estacional                                    |
| España               | Lanzarote                     | Aeropuerto César Manrique Lanzarote                     | Estacional                                    |
| España               | La Palma                      | Aeropuerto de La Palma                                  | Estacional                                    |
| España               | Menorca                       | Aeropuerto de Menorca                                   | Estacional                                    |
| España               | Palma de Mallorca             | Aeropuerto de Palma de Mallorca                         |                                               |
| España               | Santiago de Compostela        | Aeropuerto de Santiago de Compostela                    | Estacional                                    |
| España               | Sevilla                       | Aeropuerto de Sevilla                                   | Estacional                                    |
| España               | Tenerife                      | Aeropuerto de Tenerife-Sur                              |                                               |
| Finlandia            | Ivalo                         | Aeropuerto de Ivalo                                     | Estacional                                    |
| Finlandia            | Kittilä                       | Aeropuerto de Kittilä                                   | Estacional                                    |
| Finlandia            | Kuusamo                       | Aeropuerto de Kuusamo                                   | Estacional                                    |
| Finlandia            | Rovaniemi                     | Aeropuerto de Rovaniemi                                 | Estacional                                    |
| Francia              | Figari                        | Aeropuerto de Figari-Sud Corse                          | Estacional                                    |
| Francia              | París                         | Aeropuerto de París-Orly                                | Planes de inicio                              |
| Grecia               | Corfú                         | Aeropuerto Internacional de Corfú-Ioannis Kapodistrias  | Estacional                                    |
| Grecia               | Cos                           | Aeropuerto Internacional de Kos-Hipócrates              | Estacional                                    |
| Grecia               | Heraclión                     | Aeropuerto Internacional de Heraclión Nikos Kazantzakis | Estacional                                    |
| Grecia               | Kalamata                      | Aeropuerto de Kalamata                                  | Estacional                                    |
| Grecia               | La Canea                      | Aeropuerto Internacional de La Canea                    | Estacional                                    |
| Grecia               | Míconos                       | Aeropuerto Nacional de Míconos                          | Estacional                                    |
| Grecia               | Patrás                        | Aeropuerto de Patras-Araxos                             | Estacional                                    |
| Grecia               | Rodas                         | Aeropuerto Internacional de Rodas-Diágoras              | Estacional                                    |
| Grecia               | Samos                         | Aeropuerto Internacional de Samos                       | Estacional                                    |
| Grecia               | Santorini                     | Aeropuerto Nacional de Santorini                        | Estacional                                    |
| Grecia               | Zante                         | Aeropuerto Internacional de Zante                       | Estacional                                    |
| Islandia             | Akureyri                      | Aeropuerto de Akureyri                                  | Estacional                                    |
| Islandia             | Reikiavik                     | Aeropuerto Internacional de Keflavík                    | Estacional                                    |
| Italia               | Cagliari                      | Aeropuerto de Cagliari-Elmas                            | Estacional                                    |
| Italia               | Catania                       | Aeropuerto de Catania-Fontanarossa                      |                                               |
| Italia               | Lamezia Terme                 | Aeropuerto Internacional de Lamezia Terme               |                                               |
| Italia               | Olbia                         | Aeropuerto de Olbia-Costa Smeralda                      | Estacional                                    |
| Italia               | Pisa                          | Aeropuerto de Pisa                                      | Estacional                                    |
| Kosovo               | Pristina                      | Aeropuerto Internacional de Pristina                    |                                               |
| Macedonia del Norte  | Ohrid                         | Aeropuerto de Ohrid San Pablo Apóstol                   | Estacional                                    |
| Macedonia del Norte  | Skopie                        | Aeropuerto de Skopie                                    |                                               |
| Noruega              | Bergen                        | Aeropuerto de Bergen-Flesland                           |                                               |
| Noruega              | Tromsø                        | Aeropuerto de Tromsø-Langnes                            | Estacional                                    |
| Portugal             | Faro                          | Aeropuerto de Faro                                      |                                               |
| Portugal             | Funchal                       | Aeropuerto de Madeira                                   |                                               |
| Portugal             | Ponta Delgada                 | Aeropuerto de Ponta Delgada - João Paulo II             | Estacional                                    |
| Reino Unido          | Brístol                       | Aeropuerto Internacional de Brístol                     | Inicia el 9 de junio de 2025                  |
| Reino Unido          | Cornualles                    | Aeropuerto de Newquay Cornwall                          | Estacional                                    |
| Reino Unido          | Edimburgo                     | Aeropuerto de Edimburgo                                 |                                               |
| Suiza                | Zúrich                        | Aeropuerto Internacional de Zúrich                      | HUB                                           |

### Antiguos destinos
| Países         | Destinos           | Aeropuertos                                         |
| -------------- | ------------------ | --------------------------------------------------- |
| Albania        | Tirana             | Aeropuerto Internacional Madre Teresa               |
| Argentina      | Buenos Aires       | Aeropuerto Internacional Ministro Pistarini         |
| Brasil         | Río de Janeiro     | Aeropuerto Internacional de Galeão                  |
| Brasil         | Salvador de Bahía  | Aeropuerto Internacional de Salvador                |
| Canadá         | Whitehorse         | Aeropuerto Internacional de Whitehorse Erik Nielsen |
| Chipre         | Pafos              | Aeropuerto Internacional de Pafos                   |
| Croacia        | Dubrovnik          | Aeropuerto de Dubrovnik                             |
| Cuba           | La Habana          | Aeropuerto Internacional José Martí                 |
| Cuba           | Varadero           | Aeropuerto Juan Gualberto Gómez                     |
| Estados Unidos | Anchorage          | Aeropuerto Internacional Ted Stevens Anchorage      |
| Estados Unidos | San Diego          | Aeropuerto Internacional de San Diego               |
| Reino Unido    | Inverness          | Aeropuerto de Inverness                             |
| Vietnam        | Ciudad Ho Chi Minh | Aeropuerto Internacional de Tan Son Nhat            |

### Acuerdos decódigo compartido
- Air Canada
- Lufthansa
- Swiss International Air Lines

## Flota

### Flota actual
La flota de Edelweiss Air se compone de las siguientes aeronaves:
| Aeronaves        | En servicio | Pedidos | Pasajeros                                           | Pasajeros                                           | Pasajeros                                           | Matrículas                                          | Antigüedad                                          | Notas                                                                               |
| Aeronaves        | En servicio | Pedidos | C                                                   | Y                                                   | Total                                               | Matrículas                                          | Antigüedad                                          | Notas                                                                               |
| ---------------- | ----------- | ------- | --------------------------------------------------- | --------------------------------------------------- | --------------------------------------------------- | --------------------------------------------------- | --------------------------------------------------- | ----------------------------------------------------------------------------------- |
| Airbus A320-214  | 14          | —       | —                                                   | 174                                                 | 174                                                 | HB-IHX «Bosco-Gurin»                                | 26,2 años                                           |                                                                                     |
| Airbus A320-214  | 14          | —       | —                                                   | 174                                                 | 174                                                 | HB-IHY «Blüemlisalp»                                | 26,2 años                                           |                                                                                     |
| Airbus A320-214  | 14          | —       | —                                                   | 174                                                 | 174                                                 | HB-IHZ «Kaiseregg»                                  | 25,8 años                                           |                                                                                     |
| Airbus A320-214  | 14          | —       | —                                                   | 174                                                 | 174                                                 | HB-JJK «Sorebois»                                   | 23,2 años                                           |                                                                                     |
| Airbus A320-214  | 14          | —       | —                                                   | 174                                                 | 174                                                 | HB-IJU «Corvatsch»                                  | 22 años                                             |                                                                                     |
| Airbus A320-214  | 14          | —       | —                                                   | 174                                                 | 174                                                 | HB-IJV «Schatzalp»                                  | 21,8 años                                           |                                                                                     |
| Airbus A320-214  | 14          | —       | —                                                   | 174                                                 | 174                                                 | HB-IJW «Braunwald»                                  | 21,2 años                                           |                                                                                     |
| Airbus A320-214  | 14          | —       | —                                                   | 174                                                 | 174                                                 | HB-JJL «Säntis»                                     | 19,3 años                                           |                                                                                     |
| Airbus A320-214  | 14          | —       | —                                                   | 174                                                 | 174                                                 | HB-JJM «Brienzer Rothorn»                           | 19,2 años                                           |                                                                                     |
| Airbus A320-214  | 14          | —       | —                                                   | 174                                                 | 174                                                 | HB-JJN «Stanserhorn»                                | 15 años                                             |                                                                                     |
| Airbus A320-214  | 14          | —       | —                                                   | 174                                                 | 174                                                 | HB-JLP «Elm»                                        | 14 años                                             |                                                                                     |
| Airbus A320-214  | 14          | —       | —                                                   | 174                                                 | 174                                                 | HB-JLR «Villars-sur-Ollon»                          | 13 años                                             |                                                                                     |
| Airbus A320-214  | 14          | —       | —                                                   | 174                                                 | 174                                                 | HB-JLS «Oberalp»                                    | 13 años                                             |                                                                                     |
| Airbus A320-214  | 14          | —       | —                                                   | 174                                                 | 174                                                 | HB-JLT «Madrisa»                                    | 11,9 años                                           |                                                                                     |
| Airbus A340-313X | 5           | —       | 29                                                  | 271                                                 | 300                                                 | HB-JMC «Flumserberg»                                | 21,6 años                                           | Serán retirados en 2025, reemplazados por Airbus A350-900                           |
| Airbus A340-313X | 5           | —       | 27                                                  | 287                                                 | 314                                                 | HB-JME «Pilatus»                                    | 21,4 años                                           | Serán retirados en 2025, reemplazados por Airbus A350-900                           |
| Airbus A340-313X | 5           | —       | 27                                                  | 287                                                 | 314                                                 | HB-JMF «Belalp»                                     | 21,3 años                                           | Serán retirados en 2025, reemplazados por Airbus A350-900                           |
| Airbus A340-313X | 5           | —       | 27                                                  | 287                                                 | 314                                                 | HB-JMD «Glacier 3000»                               | 21,3 años                                           | Serán retirados en 2025, reemplazados por Airbus A350-900                           |
| Airbus A340-313X | 5           | —       | 27                                                  | 287                                                 | 314                                                 | HB-JMG «Melchsee-Frutt»                             | 21,3 años                                           | Serán retirados en 2025, reemplazados por Airbus A350-900                           |
| Airbus A350-941  | 2           | 4       | 30                                                  | 309                                                 | 339                                                 |                                                     |                                                     | Ex-LATAM Brasil. Las entregas comienzan en 2025 para reemplazo del Airbus A340-313X |
| Total            | 21          | 6       | Edad media de la flota (febrero de 2025): 19,9 años | Edad media de la flota (febrero de 2025): 19,9 años | Edad media de la flota (febrero de 2025): 19,9 años | Edad media de la flota (febrero de 2025): 19,9 años | Edad media de la flota (febrero de 2025): 19,9 años | Edad media de la flota (febrero de 2025): 19,9 años                                 |

### Flota histórica
| Aeronaves               | Total | Introducido | Retirado | Matrículas              |
| ----------------------- | ----- | ----------- | -------- | ----------------------- |
| Airbus A330-200         | 2     | 2000        | 2016     | HB-IQI y HB-IQZ         |
| Airbus A330-300         | 2     | 2011        | 2021     | HB-JHQ y HB-JHR         |
| McDonnell Douglas MD-83 | 3     | 1996        | 1999     | HB-IKM, HB-IKN y HB-IKP |
| Zeppelin NT             | 1     | 2015        | 2015     | D-LZZF                  |